# 鄂西天胡荽
鄂西天胡荽（学名：Hydrocotyle wilsonii）为伞形科天胡荽属下的一个种。

## 扩展阅读
- 維基物種上的相關：鄂西天胡荽